# Episodi de L'uomo nell'alto castello (quarta stagione)
La quarta e ultima stagione della serie televisiva L'uomo nell'alto castello (The Man in the High Castle), composta da 10 episodi, è stata pubblicata interamente sul servizio di streaming on demand Amazon Video il 15 novembre 2019 in tutti i paesi in cui il servizio è attivo.
| nº | Titolo originale             | Titolo italiano          | Pubblicazione USA | Pubblicazione Italia |
| -- | ---------------------------- | ------------------------ | ----------------- | -------------------- |
| 1  | Hexagram 64                  | Esagramma 64             | 15 novembre 2019  | 15 novembre 2019     |
| 2  | Every Door Out…              | Ogni porta di uscita...  | 15 novembre 2019  | 15 novembre 2019     |
| 3  | The Box                      | La scatola               | 15 novembre 2019  | 15 novembre 2019     |
| 4  | Happy Trails                 | Sentieri felici          | 15 novembre 2019  | 15 novembre 2019     |
| 5  | Mauvaise Foi                 | Mauvaise foi             | 15 novembre 2019  | 15 novembre 2019     |
| 6  | All Serious Daring           | Ogni serio ardire        | 15 novembre 2019  | 15 novembre 2019     |
| 7  | No Masters But Ourselves     | Padroni di noi stessi    | 15 novembre 2019  | 15 novembre 2019     |
| 8  | Hitler Has Only Got One Ball | Hitler ha solo una palla | 15 novembre 2019  | 15 novembre 2019     |
| 9  | For Want of a Nail           | Per un soffio            | 15 novembre 2019  | 15 novembre 2019     |
| 10 | Fire from the Gods           | Fuoco dagli dei          | 15 novembre 2019  | 15 novembre 2019     |

## Esagramma 64
- Titolo originale: Hexagram 64
- Diretto da: Daniel Percival
- Scritto da: Wesley Strick

### Trama
Un anno dopo gli ultimi eventi, Tagomi viene assassinato a San Francisco; la principessa ereditaria giapponese chiede una politica moderata, e anche la Marina approva, ma l'esercito è contrario. Kido, che ha iniziato a vivere con suo figlio, inizialmente sospetta che i responsabili dell'assassinio siano della BCR (Black Communist Rebellion). Nella zona neutrale, i nazisti infrangono l'accordo con i giapponesi ed invadono Denver, sconfiggono i ribelli (comandati da Wyatt), confiscano e inceneriscono i film. La Resistenza con Wyatt e Lemuel contatta la BCR per continuare la lotta. Smith va nel Montana e allontana le sue figlie da Helen, riprendendosele. Nel mondo parallelo in Virginia, Juliana fa amicizia con la famiglia dell'assicuratore Smith e insegna aikido a Thomas e ad altri ragazzi. Nel corso della meditazione, vede Tagomi comporre il 64º esagramma incompleto.

## Ogni porta di uscita...
- Titolo originale: Every Door Out...
- Diretto da: Nelson McCormick
- Scritto da: Julie Hébert

### Trama
La Resistenza collabora con la BCR e progetta di assassinare i leader dell'Impero giapponese in un'asta tenuta da Childan. La principessa ereditaria e l'ammiraglio Inokuchi visitano il negozio di Childan. A Kido viene ordinato di porre fine alle indagini sul caso dell'omicidio di Tagomi. Il figlio di Kido, Toru, soffre di rimorsi per ciò che ha visto e fatto durante la guerra in Manciuria. Nel Reich, gli agenti di Die Nebenwelt riportano informazioni da un mondo parallelo, lo stesso in cui si trova Juliana, in cui Smith è un assicuratore e ha un unico figlio: Thomas, che pare in ottima salute. Smith vede una foto del se stesso alternativo in cui compare Juliana. La figlia maggiore di Smith, Jennifer, è tornata a New York ed è perplessa per la trasformazione sociale dopo Jahr Null. La seconda figlia, Amy, invece elogia l'assenza dei neri nel Reich. Con la collaborazione di Abendsen, i nazisti creano una mappa di universi multipli collegati da "porte". Nel mondo parallelo, gli agenti nazisti ostacolano il piano di difesa americano e spiano Juliana.

## La scatola
- Titolo originale: The Box
- Diretto da: John Fawcett
- Scritto da: Kalen Egan

### Trama
A San Francisco si tiene un'asta ospitata da Childan; la resistenza e i BCR attaccano gli alti funzionari del governo giapponese presenti all'asta uccidendo l'alto generale Matsuda. Childan nascosto nell'auto dei ribelli viene portato al nascondiglio dei BCR. Qui si offre di portare un messaggio alla principessa giapponese e all'ammiraglio, contrari alla permanenza giapponese negli Stati Uniti, così come i ministri Nakasaki e Shimura, uccisi anche loro nell'attentato. Toru tormentato dai suoi sensi di colpa per ciò che ha fatto in Manciuria, provoca un omicidio in una taverna e Kido viene chiamato dalla Yakuza che gestisce il locale. Poi caccia il figlio per la sua scarsa fedeltà all'Impero. Helen ritorna a New York per proteggere le sue figlie. Nel mondo parallelo, Juliana, confortata dalla versione di Smith qui presente, viene attaccata dagli agenti nazisti e riesce a fuggire grazie al sacrificio di Smith stesso, che viene ucciso dall'agente nazista.

## Sentieri felici
- Titolo originale: Happy Trails
- Diretto da: Rachel Leiterman
- Scritto da: Mark Richard

### Trama
A San Francisco, Childan scrive una lettera alla Principessa ereditaria in cui chiede negoziati di pace con la BCR; la Principessa e l'ammiraglio Inokuchi concordano di negoziare. Il generale Yamori ordina a Kido di controllare Inokuchi. Sapendo che il suo subordinato, Daigo Iijima, è vicino al generale Yamori e che è l'assassino di Tagomi, Kido lo induce con l'inganno a confessare, registrando la confessione come prova. Ad est, Abendsen, per poter incontrare la moglie, è costretto a sconfessare pubblicamente la propria attività. Juliana ritorna nel suo mondo, in una Washington DC contaminata dall'esplosione nucleare ed entra in contatto con la Resistenza. A New York, Smith viene a sapere della propria morte nel mondo parallelo e del ritorno di Juliana. Smith ed Helen intrattengono Wilhelm Goertzmann e il Führer Himmler a casa. La moglie di Himmler, Margarete, scopre che Helen è stata assente dal Reich per un anno e Smith si rende conto della loro posizione pericolosa. Decide quindi di andare segretamente nel mondo parallelo a prendere il posto del suo omonimo.

## Mauvaise foi
- Titolo originale: Mauvaise Foi
- Diretto da: Charlotte Brändström
- Scritto da: David Scarpa

### Trama
Nel prologo dell'episodio, viene mostrato in che modo John si ritrova a passare per necessità di sopravvivenza della sua famiglia, al servizio del Reich. Uno dei suoi commilitoni, Daniel Levine non può fare la sua scelta perché ebreo e quindi viene invitato da John a fuggire. A San Francisco la BCR e l'ammiraglio Inokuchi si incontrano segretamente per cercare di trattare una tregua; Kido interviene con la polizia militare per uccidere i leader della BCR e arrestare Inokuchi. Il generale Yamori vuole giudicare l'ammiraglio per alto tradimento e l'assassinio di Tagomi, e Kido, seppur suffragato dalle prove reali in suo possesso e quindi pur sostenendo di non aver ancora chiuso definitivamente il caso, deve sottostare al ricatto di Yamori a causa degli ultimi accadimenti che riguardano suo figlio, Toru. Childan riesce a fuggire dai BCR, venendo di fatto graziato e lasciato libero dal militante che doveva giustiziarlo. A est, Juliana si riunisce con Wyatt e punta a colpire Smith. Helen è costantemente accompagnata da Martha, un ufficiale di polizia segreto incaricato di controllarla. Smith raggiunge il mondo parallelo (con un tempo di permanenza fissato di 48 ore), con il forte desiderio di incontrare di nuovo Thomas. John ha un acceso dialogo con Thomas che desidera arruolarsi nei Marines e mentre questa discussione va avanti in un bar, una coppia di neri, malgrado l'esistenza di leggi che ne dovrebbero assicurare l'uguaglianza senza distinzioni di razza, vengono ancora pesantemente discriminati e infine portati via dalla polizia. Sempre nel mondo parallelo Smith, a casa con Thomas ed Helen, riceve proprio la visita del suo amico Daniel Levine, incontrato e descritto nel prologo dell'episodio. John risulta essere dilaniato dal ricordo che proprio lui, timoroso e spaventato per la sua diretta sopravvivenza non liberò Daniel, rinchiuso in un camion prima di essere deportato, nonostante la lunga amicizia che li legasse.

## Ogni serio ardire
- Titolo originale: All Serious Daring
- Diretto da: Julie Hébert
- Scritto da: Lolis Eric Elie

### Trama
John dopo aver assistito all'addio di Thomas, che alla fine ha deciso di unirsi ai Marines per andare a combattere in Vietnam, torna nella sua realtà originaria e viene tormentato dall'idea di aver causato quella scelta coi suoi comportamenti. A San Francisco, Childan dopo essere stato liberato dalla BCR torna al negozio, che in sua assenza è stato messo sottosopra dalla polizia. La BCR mira a far esplodere degli oleodotti, per sabotare lo sforzo bellico giapponese contro la Cina. Il Generale Yamori fa condannare a morte l'ammiraglio Inokuchi per i negoziati intrapresi con la BCR e per l'assassinio di Tagomi. Kido, tuttavia, salva Inokuchi dall'essere fucilato e fa arrestare Yamori, il vero mandante dell'assassinio del Ministro del Commercio, consegnando alla Principessa ereditaria le prove della sua colpevolezza. Ad est, Juliana cerca di interpretare il messaggio in codice nascosto nella trasmissione di Abendsen e, nonostante sia ricercata dal Reich, decide di dirigersi a New York insieme a Wyatt per incontrare Helen, pensando attraverso lei di poter arrivare a John Smith.

## Padroni di noi stessi
- Titolo originale: No Masters But Ourselves
- Diretto da: Richard Heus
- Scritto da: Wesley Strick

### Trama
Smith tiene sotto controllo le vicende di Thomas nell'altro universo, mentre Helen, su consiglio della moglie di Himmler, cerca di riabilitarsi agli occhi dell'opinione pubblica nazista, partecipando in TV a una trasmissione. Giunti a New York, Juliana e Wyatt trovano rifugio in una Harlem deserta e prendono di mira Helen. Attraverso alcune intercettazioni ambientali, scoprono dalla figlia Jennifer che la madre è scontenta e che nei giorni seguenti accompagnerà lei e sua sorella a comprare dei vestiti, decidono quindi che proprio in tale occasione tenteranno di rapirla. Intanto negli Stati del Pacifico, la BCR lancia un attacco terroristico che fa esplodere gasdotti e petroliere giapponesi. La Principessa ereditaria viene quindi fatta tornare a Tokyo per motivi di sicurezza e prima della partenza Kido le confessa che, secondo lui, mantenere l'area occupata costerebbe un sacrificio di vite umane e risorse economiche troppo alto. Due giorni dopo, l'imperatore giapponese Hirohito annuncia il ritiro dal Nord America. Il generale Yamori si suicida in carcere, lasciando sul pavimento le foto dei due figli persi e morti nelle campagne di guerra trascorse.

## Hitler ha solo una palla
- Titolo originale: Hitler Has Only Got One Ball
- Diretto da: Frederick E.O. Toye
- Scritto da: Jihan Crowther

### Trama
A San Francisco, i giapponesi stanno ultimando i preparativi per l'evacuazione della città. Childan ottiene il permesso di emigrare in Giappone dalla Principessa ereditaria e la sera stessa decide di sposare la sua assistente Yukiko. Il figlio di Kido, Toru, entra nel vortice dell'oppio e rimane in debito con la Yakuza. Kido viene catturato e sta per essere giustiziato da un gruppo di vigilantes bianchi, quando è salvato da un'improvvisa irruzione della BCR, che poi lo prende come ostaggio e lo rinchiude proprio nella stessa camera a gas in cui sono stati uccisi la sorella e i nipoti di Frank Frink. Okami della Yakuza si offre di collaborare con la BCR, senza successo. Ad est, il Grande Reich nazista prevede di invadere la costa occidentale. Abendsen, disperato dopo aver perso la moglie per suicidio, racconta a Smith una profezia minacciosa, quella in cui il destino di John è quello di perdersi nei vari mondi. Juliana riesce a parlare con Helen e la informa che ha le prove del fatto che Thomas è vivo, che John lo sa e che glielo sta tenendo nascosto. Il generale Bill Whitcroft, fidato collaboratore di John, lo informa che Hoover sta indagando sulla sua famiglia per screditarla e gli propone di usare di uscire dal giogo tedesco e usare l'arsenale atomico come deterrente per ottenere l'indipendenza dei territori americani attualmente sotto il controllo nazista. L'Obergruppenfuhrer Goertzmann arriva da Berlino per convocare Smith nella capitale, per discutere sull'occupazione degli Stati del Pacifico. Smith, nonostante sappia che i suoi superiori stiano cercando di incastrarlo, non si ribella e si prepara a partire per Berlino.

## Per un soffio
- Titolo originale: For Want of a Nail
- Diretto da: John Fawcett
- Scritto da: Mark Richard e David Scarpa

### Trama
A San Francisco la BCR si oppone alla consegna ai vigilantes di Kido, che erano sul punto di impiccarlo. Childan e Yukiko cercano di partire per il Giappone per ricostruirsi una nuova vita insieme, ma Childan viene bloccato all'imbarco, malgrado il permesso concesso dalla principessa ereditiera e ogni tentativo vano di corruzione; Yukiko quindi è costretta a partire da sola. A New York Helen, dopo le rivelazioni di Juliana, trova alcune bobine nell'ufficio di John e vede il film girato nel mondo parallelo, in cui appare con Thomas e John, in una vita da lei realmente mai vissuta, Contatta quindi Juliana, che le svela l'esistenza di universi paralleli e tenta di convincerla a collaborare con la resistenza per uccidere Smith. Helen fugge sconvolta e la sua guardia del corpo, Martha, rimane uccisa durante una colluttazione con Wyatt. A Berlino, Smith viene informato del piano di invasione della costa occidentale e al tempo stesso viene accusato di tradimento, grazie a delle intercettazioni raccolte all'interno di casa sua da Hoover. Smith e Goertzmann però sono complici in una cospirazione e insieme uccidono prima Himmler, scambiando la sua bombola per l'ossigeno con una contenente gas tossico, e contemporaneamente tutti i leader nazisti e Hoover stesso viene giustiziato da Smith con un coltello. Goertzmann si autoproclama nuovo Führer del Reich e Smith ottiene il controllo dell'intero Nord America.

## Fuoco dagli dei
- Titolo originale: Fire from the Gods
- Diretto da: Daniel Percival
- Scritto da: David Scarpa

### Trama
A San Francisco, Childan chiede alla Yakuza un documento che gli permetta di andare in Giappone. Kido fugge dalla BCR e diventa il principale consigliere della Yakuza in cambio della libertà di suo figlio, con cui si riappacifica. La BCR si allea con i bianchi per resistere all'invasione. A New York, Smith diventa Führer dell'Impero nordamericano e conduce le operazioni per l'invasione della costa occidentale. Jennifer rimprovera Helen per essersi asservita al nazismo. Helen viene a conoscenza del piano di suo marito per eliminare neri, ebrei e altre minoranze etniche sulla costa occidentale, tramite deportazioni di massa e confinamento in nuovi campi di concentramento. Per mezzo di Juliana, affida le sue figlie al fratello nella zona neutrale e le comunica gli spostamenti di suo marito.
Smith e sua moglie si dirigono al portale in treno e lui le confessa di voler rapire e portare Thomas nel loro mondo. Helen manifesta decisamente la propria contrarietà all'idea, dicendo al marito che hanno fallito totalmente come genitori e che tale decisione non riporterà in vita il Thomas appartenente alla loro dimensione. Gli confessa inoltre di essere a conoscenza dei piani di pulizia etnica previsti sulla costa occidentale. La Resistenza, insieme a Juliana e altri, fa saltare il treno e Smith. Perdendo la moglie e afflitto dai sensi di colpa, si inoltra nella foresta dove viene raggiunto da Juliana e lì decide di suicidarsi sparandosi un colpo alla testa. Gli attacchi aerei sulla costa occidentale vengono annullati. Il portale si apre e molte persone da altri mondi arrivano in questa dimensione. L'unico a andare controcorrente è Abendsen, probabilmente alla ricerca della moglie in altri mondi.